# Göran Gentele
Göran Gentele (29 de septiembre de 1917 – 18 de julio de 1972) fue un actor, guionista y director cinematográfico, teatral y de ópera de nacionalidad sueca. Fue nombrado director del Metropolitan Opera de Nueva York en 1972.

## Biografía
Nacido en Estocolmo, Suecia, su nombre completo era Klas Göran Herman Arvid Rubenson. Estudió desde 1944 a 1946 en la escuela teatral del Teatro Dramaten, empezando poco después una breve carrera como actor. Pronto se dedicó a la dirección, trabajando durante un tiempo en el citado teatro, y después en la Ópera Real de Estocolmo, encontrándose entre sus más destacadas producciones la obra de Gian Carlo Menotti The Consul y la de Karl-Birger Blomdahl Aniara.  En el año 1963, Gentele llegó a ser director de la compañía.
Durante aproximadamente el mismo período (1947 a 1969), fue también director cinematográfico, realizando al menos 15 largometrajes y telefilmes. Su film de 1951 Leva på 'Hoppet' fue recompensado con el Oso de Plata a la mejor comedia en el Festival Internacional de Cine de Berlín 1951.
Gentele sucedió a Sir Rudolf Bing como director de la Metropolitan Opera de Nueva York en 1972. Sin embargo, poco después de asumir el puesto, el 18 de julio de 1972, Gentele falleció en un accidente de tráfico ocurrido mientras se encontraba de vacaciones en Cerdeña; en el accidente, u choque forntal contra un camión, fallecieron también dos de sus hijas. Se esposa, Marit Bergson, y una tercera hija, resultaron heridas. Fue enterrado, junto a sus dos hijas, en el Cementerio de Ingarö.
Schuyler Chapin, ayudante de Gentele, sustituyó al director en su puesto en la compañía de ópera. Además de con Marit, Gentele había estado casado con Dolly Sundblom (1916–1979), con la que tuvo una hija, la periodista Jeanette Gentele.

## Teatro

### Actor
- 1943 : Kungen, de Robert de Flers, Emmanuel Arène y Gaston Arman de Caillavet, escenografía de Rune Carlsten, Dramaten
- 1945 : Av hjärtans lust, de Karl Ragnar Gierow, escenografía de Rune Carlsten, Dramaten

### Director
- 1948 : Duo, de Paul Géraldy, Malmö stadsteater
- 1949 : Lycko-Pers resa, de  August Strindberg, Dramaten
- 1950 : Amor de don Perlimplín con Belisa en su jardín, de Federico García Lorca, Dramaten
- 1952 : It's A Gift, de Curt Goetz y Dorian Otves, Folkan
- 1953 : Hej, de Børge Müller y Kai Normann-Andersen, Folkan

## Teatro radiofónico (como actor)
- 1945 : Förstklassigt familjepensionat, de Alice Svensk[5]

## Filmografía (selección)

### Actor
- 1941 : Striden går vidare
- 1945 : Tre söner gick till flyget
- 1949 : Gatan

### Director
- 1946 : Ballongen
- 1947 : Brott i sol
- 1948 : Intill helvetets portar
- 1951 : Leva på "Hoppet"
- 1957 : Värmlänningarna
- 1958 : Läderlappen
- 1958 : Fröken April
- 1959 : Sängkammartjuven
- 1960 : Tre önskningar
- 1969 : En vacker dag
- 1969 : Carmen (TV)
- 1969 : La bohème (TV)
- 1969 : Un baile de máscaras (TV)
- 1969 : Miss and mrs Sweden
- 1969 : Fallet Makropoulos (TV)

### Guionista
- 1947 : Brott i sol
- 1951 : Leva på "Hoppet"
- 1954 : Hjälpsamma herrn
- 1957 : Värmlänningarna
- 1958 : Fröken April
- 1959 : Sängkammartjuven
- 1960 : Tre önskningar
- 1969 : En vacker dag

### Productor
- 1945 : Den allvarsamma leken
- 1945 : Svarta rosor

## Premios y distinciones
Festival Internacional de Cine de Berlín
| Año  | Categoría                       | Película         | Resultado |
| ---- | ------------------------------- | ---------------- | --------- |
| 1951 | Oso de Plata a la Mejor Comedia | Leva på 'Hoppet' | Ganador   |

- 1958 : Premio Spelmannen
- 1965 : Nombrado miembro número 719 de la Real Academia Sueca de Música